# منتخب أفغانستان لكرة قدم الصالات
منتخب أفغانستان لكرة قدم الصالات هو ممثل أفغانستان الرسمي في المنافسات الدولية في كرة الصالات
.